# Штефанов
Штефанов (словац. Štefanov) — село, громада округу Сениця, Трнавський край. Кадастрова площа громади — 22.09 км².
Населення 1629 осіб (станом на 31 грудня 2020 року).

## Історія
Штефанов згадується 1392 року.

## Географія
Протікають річка Стара Миява і Обрадзновський потік.

## Населення
| Рік:            | 1994. | 2004.   | 2014.   | 2024.   |
| --------------- | ----- | ------- | ------- | ------- |
| Кількість осіб: | 1638  | 1621    | 1680    | 1595    |
| Різниця:        |       | -1,03 % | +3,63 % | -5,05 % |

| Рік:            | 2023. | 2024.   |
| --------------- | ----- | ------- |
| Кількість осіб: | 1589  | 1595    |
| Різниця:        |       | +0,37 % |